# Јурај Куцка
Јурај Куцка (слч. Juraj Kucka; 26. фебруар 1987) словачки је фудбалер који игра на позицији везног играча. Тренутно наступа за Вотфорд и репрезентацију Словачке.

## Трофеји
Спарта Праг
- Прва лига Чешке: 2009/10.
- Суперкуп Чешке: 2010.

Милан
- Суперкуп Италије: 2016.